# Dongguan Arena
El Centro de Deportes Nissan (anteriormente Dongguan Centro de Baloncesto) por el GMP alemán, lugar en Dongguan, China . Se utiliza sobre todo para los partidos de baloncesto . Guangdong Southern Tigers son los inquilinos.